# Eccellenza Calabria 2003-2004
Il campionato italiano di calcio di Eccellenza regionale 2003-2004 è stato il tredicesimo organizzato in Italia. Rappresenta il sesto livello del calcio italiano.
Questo è il campionato della Calabria, gestito dal Comitato Regionale Calabria; è costituito da un girone all'italiana, che ospita 16 squadre.

## Squadre partecipanti
- Calcio Cirò Krimisa, Cirò Marina (KR)
- A.S.D. Compr. Capo Vaticano, Ricadi (VV)
- A.S. Cutro, Cutro (KR)
- A.C. Delianuova Calcio, Delianuova (RC)
- U.S. Palmese 1912, Palmi (RC)
- U.S.D. Paolana, Paola (CS)
- F.C. Pellaro Calcio 1921, Pellaro di Reggio Calabria
- A.S. Calcio Riunite C. S.r.l., Gioia Tauro (RC)
- Nuova Rosarnese, Rosarno (RC)

- S.C. Sambiase, Lamezia Terme (CZ)
- U.S. Santa Maria, Santa Maria di Catanzaro
- U.S. Scalea 1912, Scalea (CS)
- A.S.D. Siderno, Siderno (RC)
- S.S. Silana, San Giovanni in Fiore (CS)
- U.S. Soverato, Soverato (CZ)
- S.S. Vallata Bagaladi San Lorenzo, Bagaladi (RC)

## Classifica finale
|  | Pos. | Squadra                      | Pt | G  | V  | N  | P  | GF | GS | DR  |
|  | ---- | ---------------------------- | -- | -- | -- | -- | -- | -- | -- | --- |
|  | 1.   | Nuova Rosarnese              | 64 | 30 | 20 | 4  | 6  | 50 | 13 | +37 |
|  | 2.   | Paolana                      | 63 | 30 | 18 | 9  | 3  | 46 | 19 | +27 |
|  | 3.   | Compr. Capo Vaticano         | 63 | 30 | 19 | 6  | 5  | 43 | 22 | +21 |
|  | 4.   | Sambiase                     | 55 | 30 | 15 | 10 | 5  | 41 | 23 | +18 |
|  | 5.   | Pellaro                      | 55 | 30 | 16 | 7  | 7  | 48 | 29 | +19 |
|  | 6.   | Scalea                       | 45 | 30 | 13 | 6  | 11 | 39 | 30 | +9  |
|  | 7.   | Palmese                      | 44 | 30 | 12 | 8  | 10 | 37 | 29 | +8  |
|  | 8.   | Cutro                        | 43 | 30 | 12 | 7  | 11 | 40 | 39 | +1  |
|  | 9.   | Silana                       | 43 | 30 | 13 | 4  | 13 | 32 | 32 | 0   |
|  | 10.  | Vallata Bagaladi San Lorenzo | 37 | 30 | 10 | 7  | 13 | 28 | 33 | -5  |
|  | 11.  | Santa Maria Catanzaro        | 36 | 30 | 9  | 9  | 12 | 30 | 36 | -6  |
|  | 12.  | Calcio Riunite Gioia Tauro   | 33 | 30 | 7  | 12 | 11 | 28 | 37 | -9  |
|  | 13.  | Cirò Krimisa                 | 33 | 30 | 8  | 9  | 13 | 37 | 48 | -11 |
|  | 14.  | Siderno                      | 21 | 30 | 5  | 6  | 19 | 21 | 44 | -23 |
|  | 15.  | Delianuova                   | 18 | 30 | 2  | 12 | 16 | 11 | 75 | -64 |
|  | ---. | Soverato                     | -- | -- | -- | -- | -- | -- | -- | 0   |

## Spareggi

### Play-off

#### Semifinali
| Squadra 1 | Totale | Squadra 2            | Andata | Ritorno |
| --------- | ------ | -------------------- | ------ | ------- |
| Pellaro   | 3 - 1  | Paolana              | 2 - 0  | 1 - 1   |
| Sambiase  | 2 - 1  | Compr. Capo Vaticano | 2 - 1  | 0 - 0   |

##### Andata
| ??? 2004 | Pellaro | 2 – 0 | Paolana |  |

| ??? 2004 | Sambiase | 2 – 1 | Compr. Capo Vaticano |  |

##### Ritorno
| ??? 2004 | Paolana | 1 – 1 | Pellaro |  |

| ??? 2004 | Compr. Capo Vaticano | 0 – 0 | Sambiase |  |

#### Finale
| Squadra 1 | Totale | Squadra 2 | Andata | Ritorno |
| --------- | ------ | --------- | ------ | ------- |
| Pellaro   | 6 - 5  | Sambiase  | 3 - 1  | 3 - 4   |

##### Andata
| ??? 2004 | Pellaro | 3 – 1 | Sambiase |  |

##### Ritorno
| ??? 2004 | Sambiase | 4 – 3 | Pellaro |  |

### Play-out
| Squadra 1  | Totale | Squadra 2      | Andata | Ritorno |
| ---------- | ------ | -------------- | ------ | ------- |
| Delianuova | 3 - 1  | Calcio Riunite | 1 - 1  | 2 - 0   |
| Siderno    | 3 - 4  | Cirò Krimisa   | 1 - 2  | 2 - 2   |

#### Andata
| ??? 2004 | Delianuova | 1 – 1 | Calcio Riunite |  |

| ??? 2004 | Jonica Siderno | 1 – 2 | Cirò Krimisa |  |

#### Ritorno
| ??? 2004 | Calcio Riunite | 0 – 2 | Delianuova |  |

| ??? 2004 | Cirò Krimisa | 2 – 2 | Jonica Siderno |  |